# تشارلز هيوت
تشارلز هيوت هو رسام ورسام توضيحي ومدرس كندي، ولد في 6 أبريل 1855 في مدينة كيبك في كندا، وتوفي في 27 يناير 1930 في Sillery, Quebec City ‏ في كندا.